# 花郎世記
花郎世記（朝鮮語：화랑세기），是韓國新羅時代學者金大問於公元700年左右所撰寫的私人筆記式古書，主要講述關於新羅國「花郎」的事跡，其中包括斯多含、金庾信等人。曾為史書《三國史記》引用，現已散佚。
1989年，日本的宮內廳書陵部（即皇家圖書館）公布了館藏中藏有由韓國朴昌和私自抄寫的《花郎世記》鈔本，因为其中有诸多不合伦理的内容，韓國的學會普遍回應消極，指责該鈔本只是偽書。然而，亦有部分具知名度的學者，支持該鈔本內容確實來自真本《花郎世記》。

## 相關項目
- 《三國史記》（現存最古老的朝鮮半島史書）

## 外部連結
- 《朝鮮日報》：介紹「鈔本源自真本」之說 (日本語)